# 오스트리아 요리

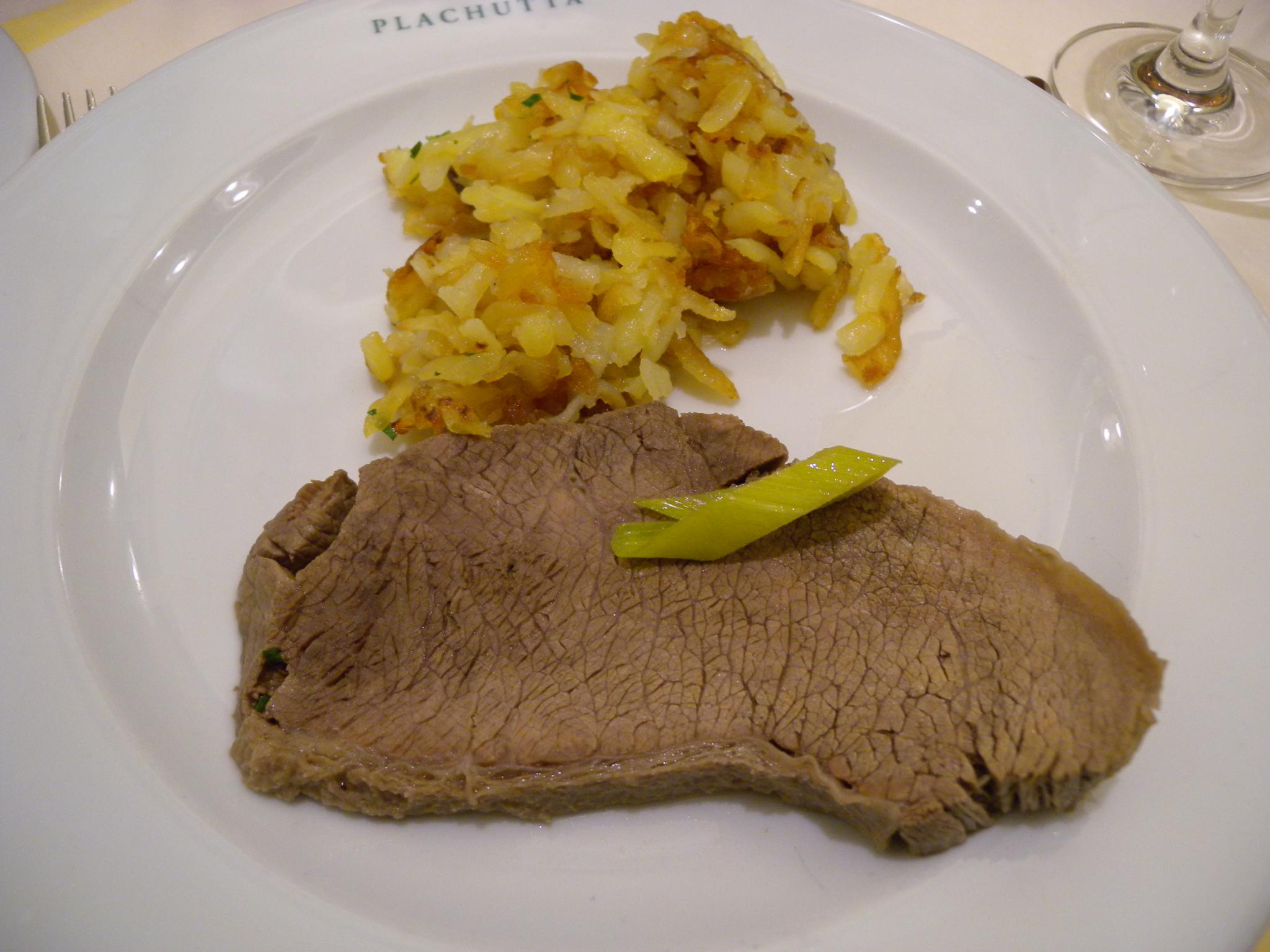
타펠슈피츠

오스트리아 요리(Austria 料理, 독일어: österreichische Küche 외스테라이히셰 퀴헤[*])는 중앙유럽에 있는 오스트리아의 요리이다. 오스트리아-헝가리 제국 대부터 내려온 요리의 양식으로, 헝가리, 체코, 이탈리아 등에서부터의 영향도 많이 받았다. 음식 조리법과 음식에 있어서 가장 다양하고 복합적인 양식을 자랑한다.
서양에서는 "빈 요리(Viennese cuisine)"라고 생각하기도 하지만 이는 오인이다. 오스트리아의 요리는 내륙국으로서의 자국의 특성을 반영하듯 유럽 내에서도 가장 다문화적인 요소가 짙은 요리이다.

## 음료

### 커피

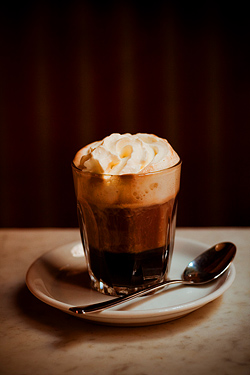

빈에서 볼 수 있는 커피는 아주 다양하다. 오스트리아 식의 모카 커피는 에스프레소와도 비슷하다. 특별히 천천히 우려 먹는 커피 방식을 오스트리아 사람들이 선호한다.

### 맥주
맥주는 0.2L, 0.3L, 0.5L로 팔린다. 축제 때는 좀 더 큰 사이즈로 판매하기도 한다. 바이에른 스타일의 맥주도 많이 소비한다. 많은 종류의 맥주가 있으며 밀로 발효한 맥주도 많다. 크리스마스나 부활절이 되면 독일산의 흑맥주도 많이 마신다.

### 와인

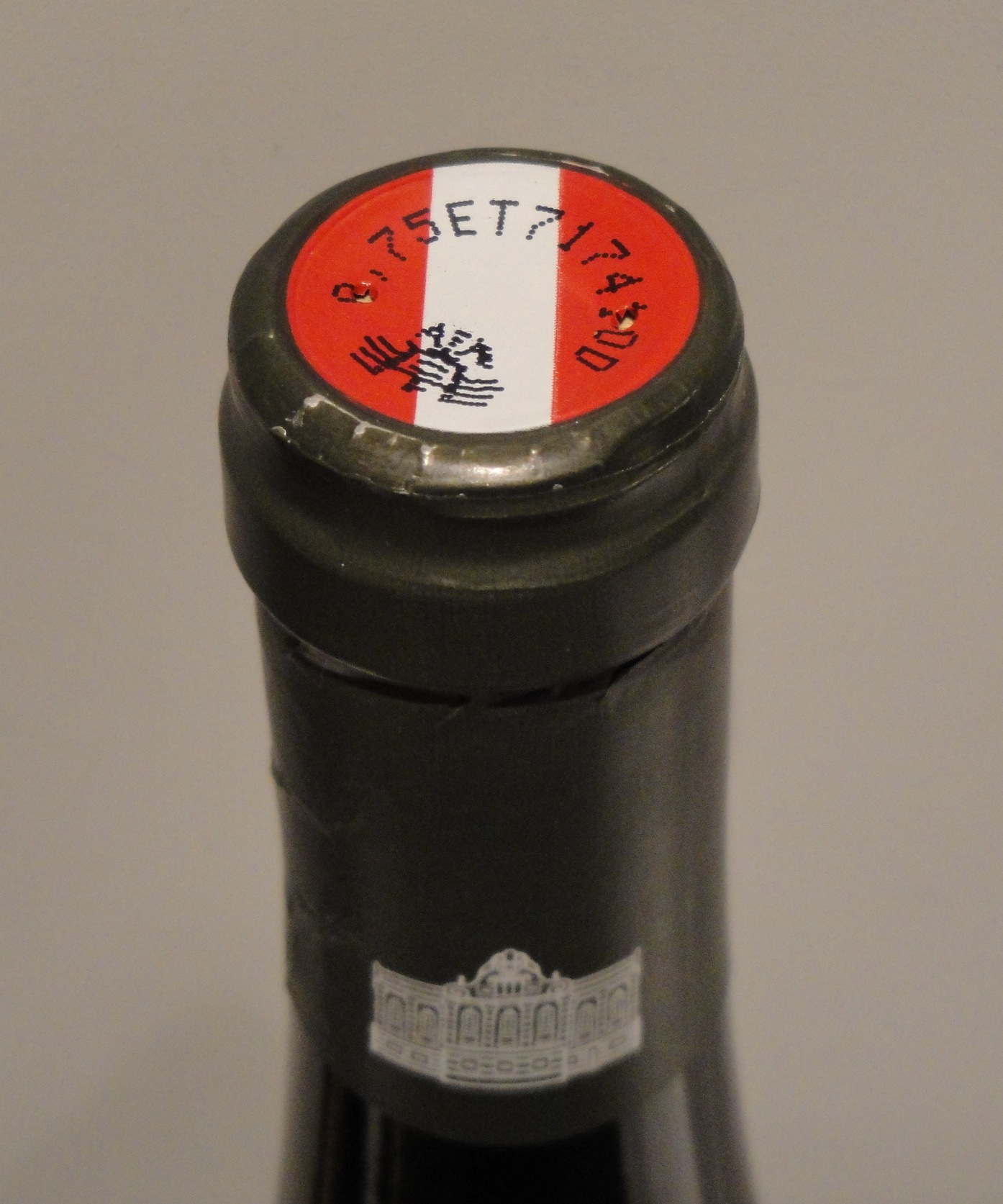

와인은 오스트리아 동쪽에서 재배된다. 가장 중요한 지역은 수도인 빈과 오스트리아 남부 지방, 부르겐란트 주 지역에서 많이 재배된다.

## 스낵

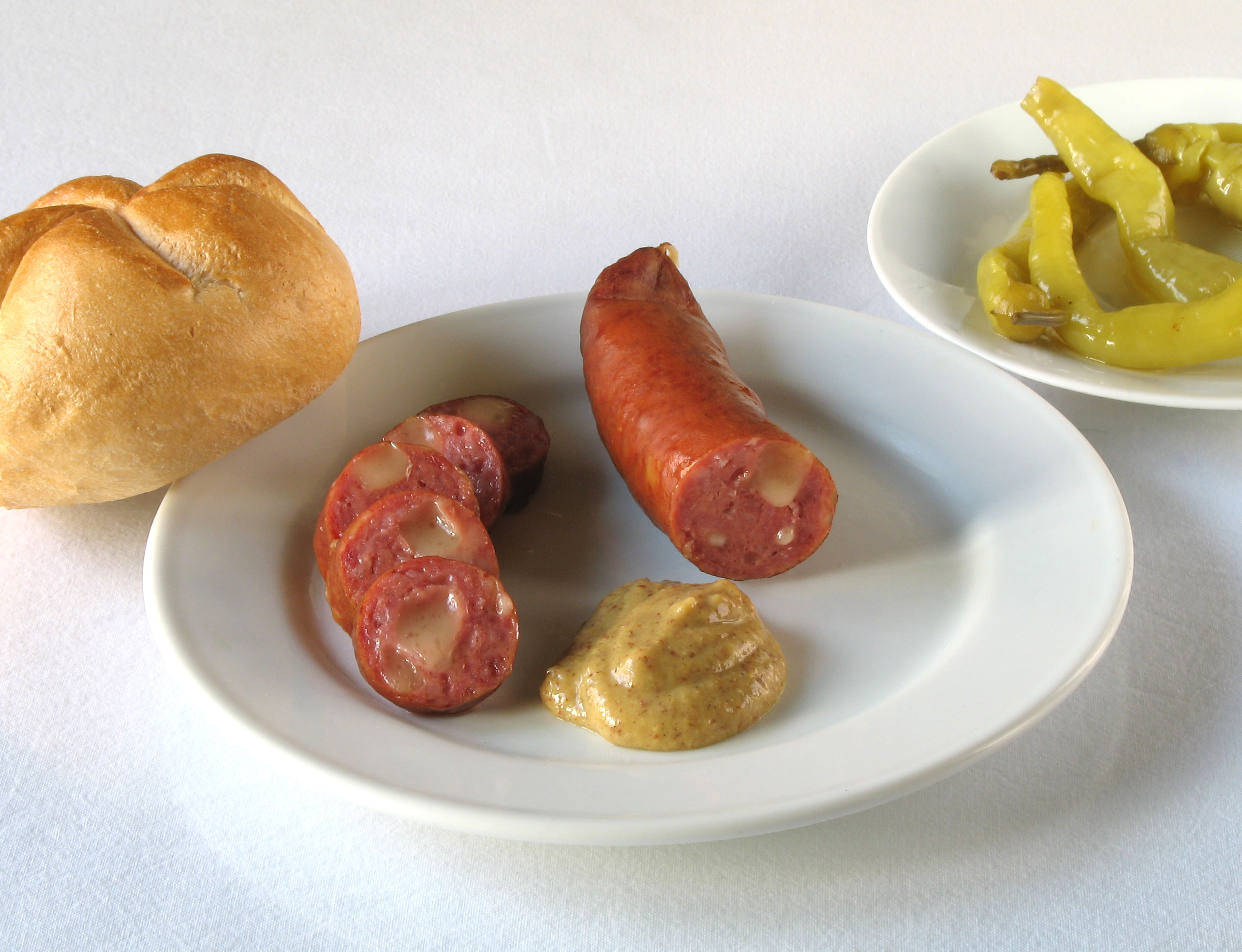

식사 사이에 먹는 스낵은 대개 샌드위치나 작은 소시지이다. 얇게 소시지를 썰어서 겨자 소스와 함께 먹기도 한다.

## 후식
오스트리아 사람들은 많은 후식을 먹는다. 크루아상 같이 생긴 빵이 있는데 크리스마스 시즌이 되면 많이 먹는다. 도넛의 경우 바닐라와 아몬드를 이용하여 만든다. 몇 가지가 있다.
- 자허토르테(The Sachertorte) - 초콜릿과 살구잼을 같이 곁들여서 만드는 초콜릿 케이크의 일종이다. 이 케이크를 처음으로 만들었다고 전해지는 에드워드 자허(Eduard Sacher)의 이름을 따서 만들었다.
- 도보스크 토르테(The Dobosch torte) - 층을 지어서 만드는 카라멜 케이크이다.
- 마르지판(Marzipan) - 아몬드 빵으로서 초콜릿을 첨가한다.
- 초콜릿을 이용한 케이크는 물론이고 핫초코 등의 음료도 많이 먹는다. 가정에서 직접 크림을 만들어서 같이 먹기도 한다.

## 같이 보기
- 유럽 요리